# Hitman (DC Comics)
Hitman (Tommy Monaghan) é um personagem fictício criado por Garth Ennis e John McCrea. Um assassino de aluguel meta-humano no Universo DC, apareceu pela primeira vez na revista The Demon Anual n. 2, recebendo posteriormente sua própria série, que durou 60 edições.

## História
Mordido por um parasita alienígena, Tommy Monaghan, um mercenário de Gotham, foi infectado com um vírus que lhe garantiu telepatia limitada e "visão de raios-x". Assim, o mercenário já cheio de recursos usou seus dons para alicerçar sua posição como numero um de Gotham. 
Seguindo seu próprio código de honra sinistro, ele apenas mata criminosos e vilões que "continuam a cair em cima de mim". Ele certamente não é nenhum santo mas também não mata indiscriminadamente.Apesar de já ter trabalhado com alguns heróis, como o Batman, a maioria não hesitaria em tacá-lo atras das grades na primeira oportunidade. 
Monaghan possui um pequeno grupo de amigos em sua profissão, e todos podem ser achados em sua segunda casa: o Bar do Noonan

## Sagas e edições especiais
- US "The Demon Annual # 2'' (1993) - BR "A origem de Hitman" (2002)  *Primeira aparição do personagem
- US "Demon # 42 - 45" (1993/1994) - Não publicado no Brasil * Primeira aparição de Baytor (Arco Hell's Hitman)
- US "Batman Chronicles #4"  (1994) - BR "Batman: Vigilantes de Gothan (1998) *Primeiro encontro com Batman
- US "Demon #52 - 54" (1994/1995) - Não publicado no Brasil * Jason Blood aprisiona o coração de Etrigan (Arco Suffer the Children)
- US "Hitman # 1 - 3" (1996) - BR "Hitman # 1 - 3" (1997) * Primeiro periódico (Arco Fúria no Arkhan)
- US "Hitman # 6 - 8" (1996) - BR "Hitman # 4 - 5" (1998) / "Hitman: 10.000 Balas" (1999) / Hitman #1 (2002) * Primeira aparição de Natt Boné ( Arco 10.000 Balas)
- US "Hitman Annual # 1" (1997) - BR "Hitman: Um caixão cheio de dólares (2002)
- US "Hitman # 9 - 12" (1997) - BR "Hitman # 1 - 3" (2002) (Arco Heróis Locais)
- US "Hitman # 13 - 14" (1997) - BR " Hitman # 3 - 4" (2002) (Arco Zumbis no Aquário de Gotham)
- US "Hitman # 15 - 20" (1997) - BR "Hitman# 4 - 7" (2002) (Arco Ás dos Matadores)
- US "Hitman # 21" (1997) - BR "Hitman # 7"
- US "Hitman # 22" (1998) - Não publicado no Brasil
- US "Hitman # 23 - 28" (1998) - BR "Hitman # 8 - 10" (2003) (Arco Quem Ousa Vence)
- US "Hitman # 29 - 33" (1998) - BR " Hitman # 11 - 13 (2003) (Arco Tommy's Heroes)
- US "Hitman: One Milion Crossover (1998) - Não publicado no Brasil
- US "Hitman # 34 (1999) - "Hitman # 13" (2003)
- US "Hitman # 35 - 36 (1999) - Não publicado no Brasil (Arco Katie)
- US "Hitman # 37 - 38 (1999) - "  "   (Arco Dead Man's Land)
- US "Hitman # 39 - 43 (1999) - " " (Arco For Tomorrow)
- US "Hitman # 44 - 46 (1999/2000) - " " (Arco Fresh Meat)
- US "Hitman/ Lobo: That Stupid Bastich (2000) - BR Hitman / Lobo (2001)
- US "Hitman # 47 - 50 (2000) - Não Publicado no Brasil (Arco The Old Dog)
- US "Hitman # 51 - 52 (2000) - " " (Arco Super-Guy)
- US "Hitman # 53 - 60 (2000/2001 - " " (Arco Closing Time)
- US " LJA/Hitman #1 - 2 (2007) - Não Publicado no Brasil

## Publicação no Brasil

### Magnum Force
Hitman começou a ser publicado no Brasil pela editora Magnun Force (divisão de quadrinhos da editora Magnum) em Outubro de 1997. Suas edições eram em formato americano e possuíam um acabamento simples sendo recheadas de muita propaganda dos outros títulos da editora.
Apesar do aparente descaso (a primeira edição - tradução da Hitman #1 americana - não trazia nenhuma explicação sobre a origem do personagem, que ocorreu em The Demon Anual #1. Tendo apenas um editorial de Steve Dillon traduzido) e uma periodicidade um tanto defasada (algumas edições tiveram meses de diferença em seu lançamento) a Magnum conseguiu apresentar este novo personagem ao Brasil em cinco edições, fechando o primeiro arco do personagem (Fúria no Arkham) e deixando o segundo (10.000 balas) em aberto. Encerrou seu trabalho com o personagem em Agosto de 1998 com Hitman #5 que trazia uma capa de Marcelo Campos.

### Tudo Em Quadrinhos
Um ano depois a editora Tudo em Quadrinhos assumiu o personagem e publicou um compilado das edições norte americanas Hitman #6 e #7, encerrando assim o arco 10.000 balas deixado em aberto pela editora Magnum Force

### Brainstore
Em abril de 2002 a editora Brainstore passou a publicar a nova revista mensal do personagem. Com um acabamento mais trabalhado e duas histórias por edição. Infelizmente, a editora encerrou seu trabalho com o personagem no seu décimo terceiro número, deixando um pouco menos da metade das histórias de Hitman ainda inéditas no Brasil.
A editora também puclicou sua origem, o seu anual e um crossover com o personagem Lobo, todos no seu titulo "Anti-Heróis do Universo DC"